# Leone (plaats)
Leone is een dorp op de zuidwestkust van Tutuilaeiland, Amerikaans-Samoa. Het was de vroegere hoofdstad van het eiland. In de tijd van de zeilschepen was Leone de ankerplaats die werd geprefereerd door schepen die de haven van Pago Pago niet konden binnenvaren. Veel van de vroege contacten tussen Samoans en Europeanen vonden plaats in Leone.
Behalve de oudste kerk in Amerikaans-Samoa beschikt Leone over een postkantoor, een high school, Pritchard’s Bakery en een supermarkt. Er is een regelmatige busverbinding met Fagatogo. Er zijn twee monumenten die op de National Register of Historic Places van de Verenigde Staten staan: Fagalele Boys School, misschien het oudste gebouw op Tutuila Island, en Tataga-Matau Fortified Quarry Complex.
Bij de aardbeving en tsunami van 2009 telde Leone 11 slachtoffers; een gedenkplaats is aangelegd op de plek waar de meeste slachtoffers zijn gevonden.

## Geschiedenis
.

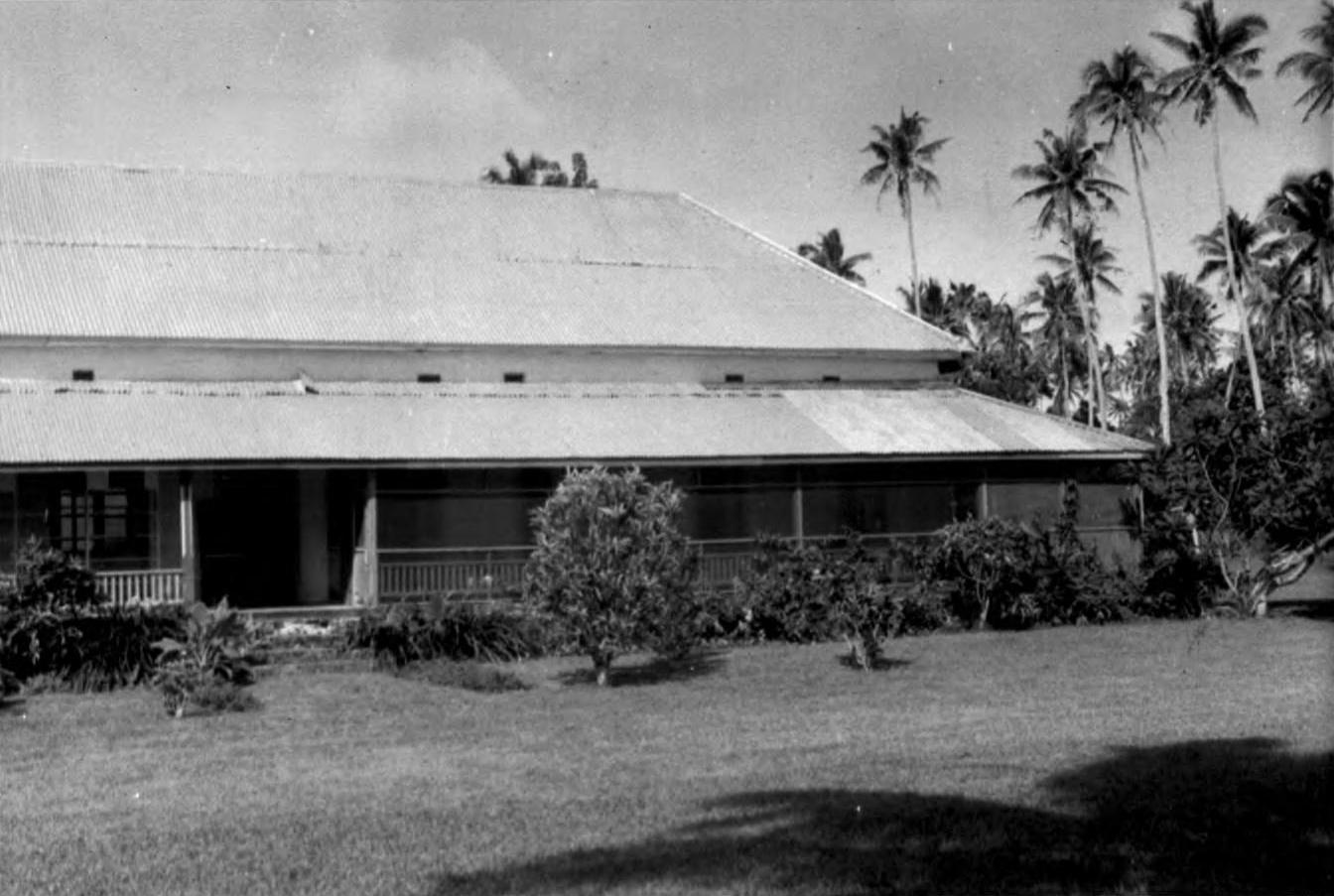
Fagalele Boys School in Leone

Toen missionaris John Williams in 1832 naar de eilanden kwam ging hij in Leone Bay voor anker, maar durfde eerst niet aan land te gaan omdat hij dacht dat het Aasu was, de plek waar Franse zeelieden waren gedood. Tot zijn verbazing roeide een dorpshoofd naar zijn boot die hem verzekerde dat het veilig was om aan land te komen.
Leone beschikte over een startbaan, aangelegd in 1943; in 1945 werd deze wegens turbulente luchtstromen en te weinig gebruik weer buiten gebruik gesteld. Leone High School en de Midkiff basisschool staan tegenwoordig op de plaats waar vroeger de baan was. Op luchtfoto's is de voormalige baan nog te herkennen.

### Tsunami
Op 29 september 2009 werd Leone door een tsunami verwoest. Deze werd veroorzaakt door een onderzeese beving met een kracht van 8.0 op de Schaal van Richter. In Leone werden 11 mensen door de tsunami gedood. Het dorp liet in 2010 een monument maken, de Leone Healing Garden, om de slachtoffers te gedenken.

## Geografie
Leone is te bereiken via Route 1 vanuit Pago Pago. Omliggende dorpen zijn: Puapua en Vailoatai in het zuiden, Malaeloa Aitulagi in het oosten en Amaluia in het westen. Het ligt tegen de heuvels van de Malaloto Ridge aan. Leone Falls en Leone Quarry liggen landinwaarts langs de Leafu-beek.
Even buiten het dorp is een waterval, de Leone falls, met onderaan een zoetwatermeertje dat gebruikt wordt om te zwemmen.
De dorpsraad verbood in 2002 de vestiging van bedrijven in eigendom van niet-ingezetenen.

## Leone Quarry
Leone Quarry is de belangrijkste archeologische vindplaats van Amerikaans-Samoa. Een aantal historische stenen artefacten, sommige helemaal van Micronesië afkomstig, zijn hier gevonden. Archeologen Helen Leach en Dan Witter onderzochten de plek in 1985. Ze ontdekten messen, basalten bijlen en andere gereedschappen. De quarry van Leone is toegankelijk voor publiek. 
De Historische Dienst stelde vast dat het de oudste en grootste in zijn soort is westelijk Polynesië.

## Geboren in Leone
- Afa Anoa'i (1943-2024), professioneel worstelaar
- Sika Anoa'i (1945-2024), professioneel worstelaar